# Mathias Sandorf
Mathias Sandorf (în franceză Mathias Sandorf) sau Conspiratorii este un roman de Jules Verne apărut în 1885. Înaintea publicării în volum pe 19 noiembrie, opera a fost difuzată sub formă de foileton în Le Temps între 16 iunie și 20 septembrie 1885. Ea îi este dedicată postum lui Alexandre Dumas tatăl, cel care a scris Contele de Monte-Cristo în 1844. În ciuda diferențelor dintre ele, cele două romane prezintă elemente comune: ungurul Mathias Sandorf evadează dintr-o închisoare austriacă, se îmbogățește și se răzbună pe diferitele persoane a căror victimă a fost. Cele 111 ilustrații prezente în roman îi aparțin lui Benett.

## Povestea
În anul 1867, în Trieste, Sarcany și Zirone, doi oameni fără căpătâi, interceptează un mesaj codificat atașat de piciorul unui porumbel. Prin intermediul acestuia, ei descoperă un complot pentru eliberarea Ungariei de sub jugul austriac și, cu ajutorul bancherului Silas Toronthal, îi predau pe conspiratori pe mâinile poliției, intrând astfel în posesia unei recompense grase.
Conducătorii conjurației, bogatul conte Mathias Sandorf, Ștefan Báthory (aparținând celebrei familii Báthory ) și László Szathmáry , sunt judecați și condamnați la moarte. Cei trei încearcă să evadeze din închisoare folosind firul unui paratrăznet, dr Zathmar este prins. Sandorf și Bathory găsesc adăpost în casa pescarului Ferrato, dar sunt denunțați de spaniolul Carpena, dornic să primească o recompensă. Báthory e prins și executat împreună cu Szathmáry , dar Sandorf se aruncă în valuri și se crede că a murit, lucru pe care el îl folosește în avantajul său, construindu-și o identitate secretă. Grație talentelor sale de medic și hipnotizator el devine celebru în Asia Mică și în nordul Africii, îmbogățindu-se și cumpărând insula libiană Antekirtta, de la care își ia numele de doctorul Antekirtt.
La cincisprezece ani de la execuția celor doi conspiratori, doctorul Antekirtt îi întâlnește la Raguza pe fiul lui István Báthory, Petru - care locuiește cu mama lui și cu bătrânul servitor al contelui Zathmar, Borik - pe bancherul Silas Toronthal și pe doi saltimbanci francezi, Pescade și Matifou, ultimii doi devenind parte a grupului care îl însoțește pe doctor. Petru este îndrăgostit de fata lui Silas, Sava, dar aceasta este promisă lui Sarcany, care își rănește de moarte contracandidatul la inima fetei. Doctorul Antekirtt îi salvează viața, dar lasă impresia tuturor celorlalți că tânărul a murit, făcându-l astfel părtaș la acțiunea sa de răzbunare a evenimentelor trecute. Cu puțin timp înainte să se mărite cu Sarcany, Sava află că nu este fiica naturală a lui Silas, ceea ce o determină să refuze căsnicia.
Între timp, Sandorf dă de urma copiilor pescarului care îl ajutase în trecut, Ferrato și, cu ajutorul lor, ajunge la trădătorul Carpena și la Zirone. Acesta din urmă a adunat o bandă cu care pradă teritoriul Siciliei, pe care doctorul Antekirtt și companionii săi o dau pe mâna poliției. Zirone este ucis de Matifou, iar Carpena este condamnat la închisoare pe viață, însă doctorul reușește să îl elibereze, folosindu-se de el pentru a lua urma celorlalți complici ai trădării.
Sarcany îl aduce pe Silas la sapă de lemn și se pregătește să îl ucidă, dar Pescade și Matifou îl salvează pe bancher în ultima clipă, predându-l lui Sandorf. Contele află unde o ține Sarcany ascunsă pe Sava și pleacă în căutarea ei, animat de un nou avânt: a aflat că ea este în realitate fiica lui, răpită pe când era foarte mică. Sarcany forțează căsătoria cu ea pentru a pune mâna pe partea de avere a contelui Sandorf care îi va reveni ei la majorat și este ajutat în demersul său de o bandă de răufăcători arabi. Pescade și Matifou sunt din nou decisivi în aranjarea evadării fetei, care e dusă pe insula Antekirtta. Sarcany conduce tâlharii arabi într-o invazie asupra insulei, dar apărarea acesteia este bine pusă la punct și face față cu brio. Sarcany este capturat, iar contele Mathias Sandorf poate să se răzbune în sfârșit pe cei trei trădători care au dus la moartea tovarășilor săi. În final, Petru și Sava se căsătoresc.

### Capitolele cărții
| - I. - Porumbelul călător - II. - Contele Mathias Sandorf - III. - Casa Toronthal - IV. - Biletul cifrat - V. - Înainte, în timpul judecății și după judecată - VI. - Donjonul din Pisino - VII. - Torentul Foibei - VIII. - Casa pescarului Feratto - IX. - Ultime sforțări într-o ultimă luptă - I. - Pescade și Matifou - II. - Lansarea unui trabacol - III. - Doctorul Antekirtt - IV. - Văduva lui Ștefan Báthory - V. - Diverse întâmplări - VI. - Gurile Cattaro - VII. - Încurcături - VIII. - O întâlnire în cartierul Stradone | - I. - Mediterana - II. - Trecutul și prezentul - III. - Ce se petrece la Raguza - IV. - Prin împrejurimile Maltei - V. - Malta - VI. - În împrejurimile Cataniei - VII. - Casa Inglese - I. - Presidiul din Ceuta - II. - O experiență a doctorului - III. - De șaptesprezece ori - IV. - Ultima miză - V. - În grija lui Dumnezeu - VI. - Apariția - I. - O strângere de mână a lui Matifou - II. - Sărbătoarea Berzelor - III. - Casa lui Sidi Hazam - IV. - Antekirtta - V. - Dreptate |

## Considerații generale

### Tehnica criptării

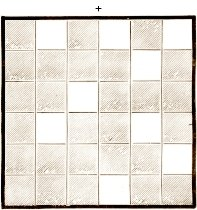
Grila desenată de Jules Verne pentru a decripta mesajul conspiratorilor

Pentru a decodifica mesajul criptat descoperit de Zirone și Sarcany la începutul romanului, asupra textului trebuie aplicat de patru ori același grilă (un carton cu găuri). De fiecare dată, se notează literele vizibile, apoi se face o rotație de 90 de grade și se repetă procedeul. Jules Verne afirmă că  acest mod de criptare este imposibil de decodificat fără grilă.

### Geografia romanului
Acțiunea romanului se desfășoară pe întreaga suprafață a Mării Mediterane, prezentând Trieste și Etna (în actuala Italie), Rovinj și Zara (Dalmația, în Croația actuală), insula Malta, Ceuta și Tetouan (în actualul Maroc), Monaco și Monte-Carlo (actualul Principat Monaco), golful Syrte (din largul coastelor actualei Libii), insula Cephalonia (Grecia).

### Procedee dramatice
În acest roman, Jules Verne folosește procedee specifice melodramei, mai rar întâlnite în operele sale:
- Misterul originii: fiica contelui Sandorf nu știe cine sunt adevărații ei părinți
- Coincidența: ea se îndrăgostește de fiul unei alte victime a trădării
- Hărțuirea sexuală a eroinei: unul dintre răufăcători vrea să o oblige să se mărite cu el
- Nebunia subită: doamna Bathory înnebunește instantaneu după ce citește o scrisoare
- Vindecarea miraculoasă: grație unui subterfugiu al contelui Sandorf, ea redevine sănătoasă la minte
- Victoria în stil grandios a lui Mathias Sandorf: pe măsură ce se derulează capitolele, el conduce evenimentele cu o mână tot mai fermă
- Lupta cu răufăcătorii: conflictul de pe pantele muntelui Etna, războiul din finalul cărții.

## Teme abordate în cadrul romanului
- Criptografia (temă prezentă și în romanul O călătorie spre centrul Pământului)
- Lupta pentru independență (temă abordată și în romanul Arhipelagul în flăcări, unde este vorba despre poporul grec)
- Folosirea unui nume fals (practică folosită de mai multe personaje verniene, cum sunt căpitanul Nemo din 20.000 de leghe sub mări, Mihail Strogoff din romanul omonim, Jeanne din Minunatul Orinoco, William J. Hypperbone din Testamentul unui excentric și Jane Buxton din Uimitoarea aventură a misiunii Barsac)
- Eroul care evadează dintr-o închisoare, începe o viață nouă și revine peste ani pentru a pune la punct problemele vieții anterioare rămase nerezolvate (similar contelui de Monte Cristo din romanul omonim a lui Alexandre Dumas)
- Personajul herculean, reprezentat de Matifou (care amintește de Tom Crabbe din Testamentul unui excentric și Hercule din Căpitan la cincisprezece ani)

## Lista personajelor
- Contele Mathias Sandorf (în maghiară Sándor Mátyás) - conte maghiar din Artenak, care luptă pentru independența Ungariei de sub jugul austriac, posibil inspirat de revolutionarul maghiar Lajos Kossuth; după ce evadează, își ia o nouă identitate sub numele de doctorul Antekirtt
- Contesa Rena Sandorf - soția lui Mathias, moarte la data începerii romanului
- Sava Sandorf - fiica celor doi, răpită de familia Toronthal pe când avea doi ani și crescută cu ideea că e fiica lor
- Profesorul Ștefan Bathory (în maghiară Báthory István, în originalul francez Étienne Bathory) - 45 de ani, savant de primă mărime cu venituri modeste, prietenul și complicele lui Mathias Sandorf, executat în urma denunțului lui Sarcany și Toronthal
- Petru Bathory (în maghiară Báthory Péter, în originalul francez Pierre Bathory ) - fiul lui Ștefan, care la data executării acestuia avea doar 8 ani; se îndrăgostește de Sava și îl ajută pe Sandorf să răzbune trădarea din urmă cu 15 ani
- D-na Bathory - soția lui Ștefan și mama lui Petru
- Contele Ladislau Zathmar (în maghiară Szathmár László, în originalul francez Ladislas Zathmar) - 45 de ani, nobil fără avere, prietenul și complicele lui Mathias și Ștefan, executat împreună cu acesta din urmă
- Borik - servitorul contelui Zathmar care, după executarea acestuia, intră în serviciul doamnei Bathory
- Sarcany - originar din nordul Africii, îi trădează pe conspiratorii maghiari, îl șantajează pe Silas Toronthal, organizează o bandă în Sicilia alături de Zirone și încearcă să se căsătorească cu Sava Sandorf pentru a pune mâna pe averea ei
- Zirone - bandit sicilian, prieten cu Sarcany
- Silas Toronthal - bancher din Trieste, implicat în trădarea lui Mathias Sandorf a cărui avere îi revine, complice al lui Sarcony
- D-na Toronthal - soția lui Silas, femeie bună la suflet, apăsată de remușcări din cauza fărădelegilor soțului ei; pe patul de moarte, îi dezvăluie Savei secretul originii ei
- Carpena - spaniol care îi descoperă pe Sandorf și Bathory după evadare, denunțându-i poliției austriece
- Andrea Ferrato - 42 de ani, pescar corsican refugiat la Rovigno, încearcă să îi ajute pe Sandorf și Bathory să fugă în Italia, dar este denunțat de Carpena și ajunge la ocnă, unde moare
- Luigi Ferrato - fiul lui Andrea, îi calcă acestuia pe urme devenind un marinar foarte bun, care intră în slujba doctorului Antekirtt
- Maria Ferrato - fiica lui Andrea, are grijă de fratele ei după ce tatăl lor e trimis la ocnă
- Pescade - 20 de ani, acrobat din Provence, inteligent și agil, intră în serviciul doctorului Antekirtt
- Matifou - 22 de ani, prieten nedespărțit al lui Pescade, extrem de puternic și bun la suflet
- Benito - bandit din trupa lui Zirone
- Faz-Rhât - personaj care ocupă o poziție înaltă în Imperiul otoman, suferă de o maladie pe care doar doctorul Antekirtt reușește să o vindece, motiv pentru care îi lasă acestuia întreaga sa avere
- Colonelul Guyarre - ofițer spaniol, guvernator al presidiului de la Ceuta.
- Moqaddem Sîdi Hazam - șef arab, afiliat al sectei senuziștilor, îi oferă refigiu lui Sarcany în reședința sa din Tripoli
- Căpitainul Köstrik - comandantul vasului Ferrato aparținând doctorului Antekirtt
- Lendeck - intendentul castelului Artenak
- Rosena Lendeck - soția intendentului, se ocupă de creșterea Savei până în momentul răpirii ei
- Namir - marocancă, confidentă și spioană a lui Sarcany
- Căpitainul Narsos - căpitanul vasului Savarena aparținându-i doctorului Antekirtt
- Pazzer - marinar de pe vasul Electric 2, aparținându-i doctorului Antekirtt

## Adaptări
În 1979, romanul a fost ecranizat pentru televiziune în Ungaria cu titlul Sándor Mátyás, regia fiind semnată de Bujtor István (1942-2009).

## Traduceri în limba română
- 1925 - Conspiratorii, Colecțiunea Romanelor populare ilustrate, 900 pag.
- perioada interbelică - Mathias Sandorf (3 vol.), Ed. Cugetarea, traducere Ion Pas și Sarina Cassvan, 372 pag.
- 1957 - Mathias Sandorf, Ed. Tineretului, Colecția "Cutezătorii", traducere Ovidiu Drîmba, 548 pag.
- 1959 - Mathias Sandorf, Ed. Tineretului, traducere Ovidiu Drîmba, 548 pag.
- 1961 - Mathias Sandorf, Ed. Tineretului, traducere Ovidiu Drîmba, 548 pag.
- 1999 - Mathias Sandorf, Ed. Dacia, Colecția "Biblioteca mea", traducere Ovidiu Drîmba, 456 pag., ISBN 973-35-0823-3
- 2010 - Mathias Sandorf (2 vol.), Ed. Erc Press, Colecția "Jules Verne", vol. 9-10, traducere Ovidiu Drîmba, 544 pag., ISBN 978-606-602-048-0